# جورج كوك (لاعب كرة قدم)
جورج كوك (بالإنجليزية: George Cook)‏ (20 نوفمبر 1904 - ) هو لاعب كرة قدم بريطاني في مركز الدفاع. لعب مع بريستون نورث إيند ونادي إيفرتون ونادي ترانمير روفرز لكرة القدم ونادي توركي يونايتد ونادي غيلينغهام ونادي كارلايل يونايتد وBedlington United A.F.C. ‏ ونادي بليث سبارتانز وSittingbourne F.C. ‏.

## وصلات خارجية
- جورج كوك على موقع قاعدة بيانات كرة القدم.إي يو (الإنجليزية)